# Ignacy Wapiński
Ignacy Wapiński (ur. 10 sierpnia 1789 w Jarosławiu, zm. 17 grudnia 1837 w Siemierzu) – polski szlachcic, baron, katolik obrządku bizantyjsko-ukraińskiego.

## Życiorys
Urodził się 17 sierpnia 1789 roku w Jarosławiu jako syn Andrzeja i Salomei Wapińskiej z domu Juśkiewicz. Przypadły mu w dziedzictwie dobra ziemskie w Siemierzu. Zmarł 17 grudnia 1837 roku w Siemierzu.

## Literatura
- Archiwum Państwowe w Zamościu:
  - Hipoteka miasta Tomaszowa Lubelskiego i powiatu tomaszowskiego.
  - Hipoteka Wużyczyn t  I: 1825-1911.
- B. Typek, 600 lat Wożuczyna. Refleksje nad walorami historycznymi i kulturowymi, [ w: ] Zamojski Kwartalnik Kulturalny, Nr 3 - 4/2009, s. 89 - 95.